# シェトランド・シープ
シェトランド・シープ（Shetland sheep）は、シェトランド諸島原産の小型の羊。現在では世界各地で飼育されている。北欧系の短尾種（Northern European short-tailed sheep）に属し、絶滅したスコティッシュ・ダンフェイス種の近縁である。シェトランドは在来種または未改良品種に分類される。この品種は高品質な羊毛と羊肉を産出し、生物多様性保全のための放牧（conservation grazing）にも使われる。
シェトランド種は他の商業的に飼育されている品種と比べ、小型で成長も遅いが、頑健で繁殖も容易、環境への適合性もあり長命である。この品種は何世紀にもわたって食料の少ない厳しい環境を生き残ってきた。他の近代的な品種と比べ、野生の生存能力を残しているため飼育に手間がかからない。

## 歴史
鉄器時代まで、ブリテン諸島および北部、西部ヨーロッパに生息した羊は小型で尻尾の短い品種で、角は雄にのみ存在し色もさまざまであった。 短尾種は次第に長尾種に置き換えられ、短尾種の生息地域は限られたものとなっていった。スコティッシュ・ダンフェイスもそうした短尾種の一つであり、18世紀まではオークニーやシェトランドを含むスコットランドの諸島域やハイランド地方の主要な品種であった。ダンフェイス種は19世紀の終わりにはスコットランド本島では絶滅し、シェトランドのような限られた島嶼のみ子孫が残された。現在、シェトランドに生息するダンフェイスは19世紀初頭以前のものとは区別されて扱われている。

### 種の保全

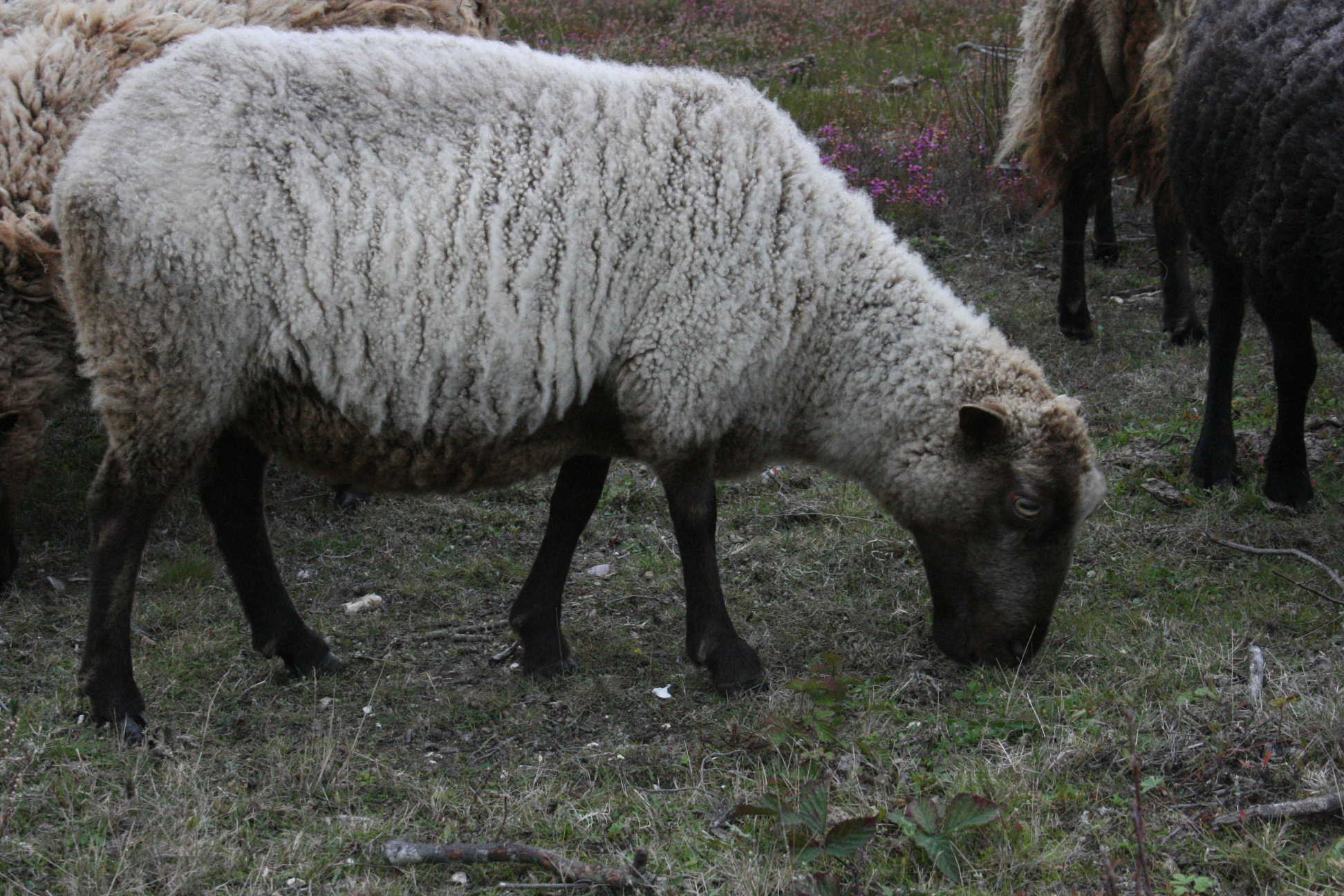
ヒースで草を食むシェトランドのメス。この「アナグマ顔」と称される模様は katmoget と呼ばれる。

20世紀初頭までにシェトランドは交配により羊毛の品質が悪くなることが認識されていった。この問題に対処するため1927年に Shetland Flock Book Society が設立され、原産地である諸島域での保護に努めている。
Rare Breeds Survival Trust が設立された1970年代ごろまでシェトランドは稀少種であり、カテゴリ2（Endangered, 絶滅危機）に分類されていた。その後、小規模農家による飼育が一般化し、現在ではカテゴリ6（Other native breeds, 絶滅の危機には瀕していない品種）に指定されイギリスでは3000頭以上が生息している。本島での飼育は Shetland Sheep Society によって管理されている。

### シェトランド諸島外への輸出
アメリカ合衆国大統領トーマス・ジェファーソンが19世紀初頭に数年にわたって飼育していたシェトランド種の羊は悪名高いものだった。今日のシェトランドと違い（近縁種に似たものはいるが）、この雄羊は4本の角を持っていた。ジェファーソンはホワイトハウスに隣接する President's Park において40頭の羊を飼育していたが、1808年の春にこの羊は公園を飛び出し人々に危害を加え、少年を死亡させた。羊はモンティチェロにあるジェファーソンの私邸に移動されたが、他の数頭の羊とともに殺された。これについてジェファーソンは「この忌々しい動物（this abominable animal）」と呼んでいる。しかしながら、このような攻撃的なシェトランド種の羊は例外的である。
北米においてはジェファーソンのシェトランド種は子孫を残さなかった。20世紀半ばにカナダにシェトランド種が持ち込まれ、1980年代に入ってカナダからアメリカへシェトランド種が持ち込まれた。このときに North American Shetland Sheep Registry が設立され、何千頭もの羊が飼育されている。

### 近年の動向
今日ではシェトランド種は主にシェトランド諸島で飼育され、他の一部地域でも飼育されている。気性が穏やかであることも魅力の一つとなっている。その素晴らしい羊毛のために飼育されることが多いが、羊肉のためにも飼育されている。

## 特徴

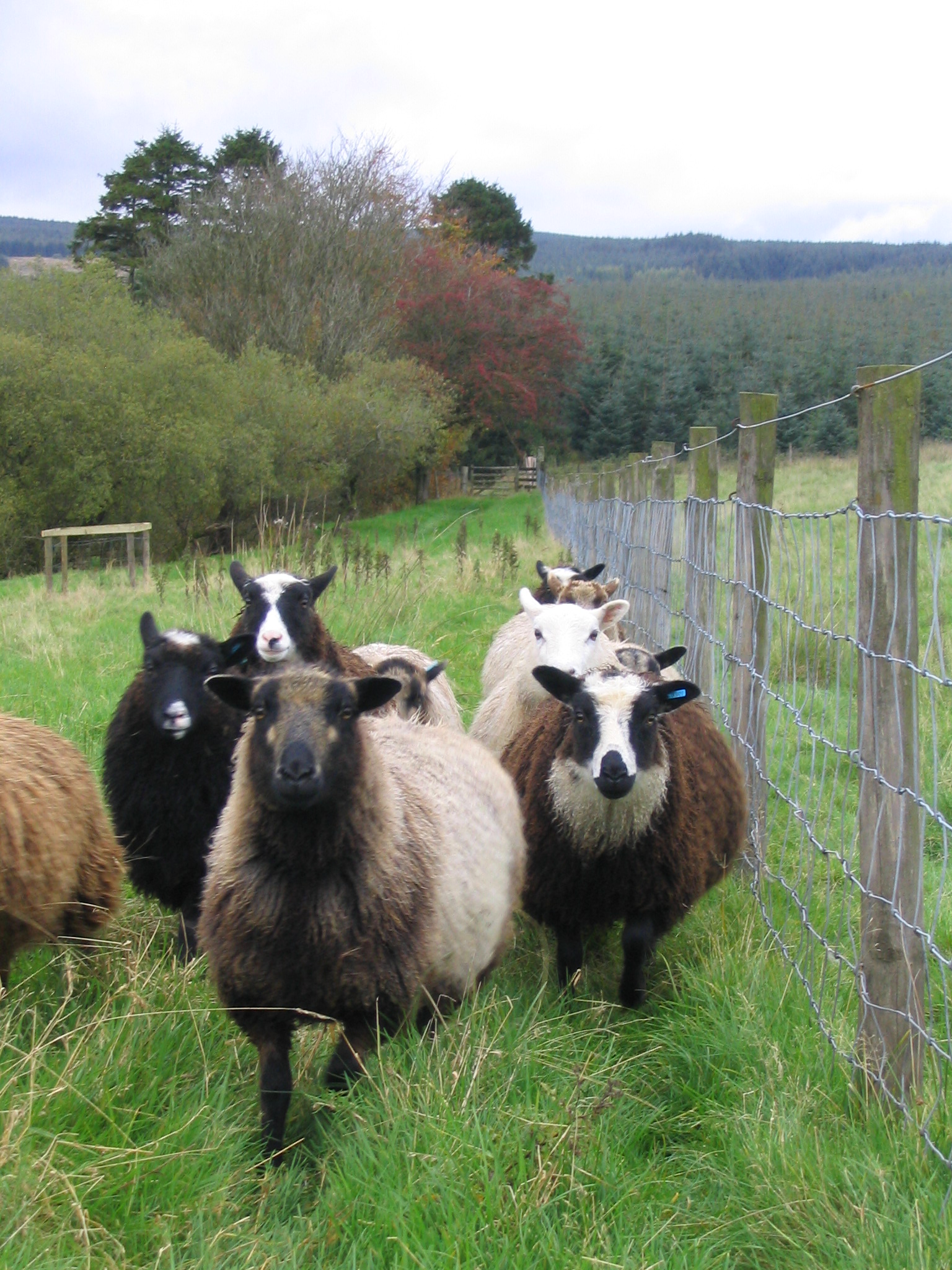
シェトランドは多様な色合いを持ち、それぞれに固有の名前がついている。

シェトランド種はブリテン諸島に生息する種の中では最も小さい部類に入り、通常、角は雌羊には存在せず雄羊のみ有するが、まれに角を持つメスや角を持たないオスも存在する。とても良質なやわらかい羊毛と、すばらしい羊肉を産出することで知られるが、体長が小さいため市場に出回るのは限られたものとなっている。顔や、鼻、足には羊毛は生えておらず、小さなピンと伸びた耳を持つ。足の長さは長くもなく、短くもなく、がっしりとした骨格である。北欧産短尾種の羊が持つ特徴として、尾は短く、付け根の部分は太く、先端に向かって細くなっている。
シェトランド種は色や模様にさまざまなパターンがあり、それぞれ独自の名前で呼ばれている。オスの体重は41-57キログラム程度、メスは34-45キログラム程度である。

### 羊毛
シェトランド・シープから取れる羊毛は歴史的に商品価値を認められてきた。羊毛は様々な色合いを持ち、この多様性はシェトランド諸島の羊毛産業で重要な意味を持つ。シェトランド諸島では羊毛は自然のまま、染色されずに利用されることもある。 シェトランド種の羊毛からはツイードも生産されるが、ニット製品（シェトランド織物）で最も良く知られ、伝統的なレースのショールはウェディングウェアとしても利用される。毛長は 5-12 センチメートル、繊度は50-60番手、1頭から取れる羊毛は0.9-1.8キログラムほどである。
2011年11月にシェトランド諸島のこの羊から取れる羊毛は原産地名称保護制度によって「Native Shetland Wool」として地理的表示保護（protected geographical status）を得た。イギリスにおいて食品以外のもので、この認定を受けるのは初である。

#### 毛色と模様
シェトランド・シープは様々な毛色を持つが、白、ムーリット（赤茶）、黒が最もよく見られる。この毛色および模様のパターンはシェトランド方言で名前が付けられており、元をたどると過去にシェトランド諸島で使われていたノルン語に由来し、似た言葉は北ゲルマン語群のアイスランド語にも見られる。
主要な毛色としては、ライト・グレー、グレー、白、emsket（薄暗い青みがかった灰色）、musket（明るい灰色がかった茶色）、shaela（暗い鋼色の灰色）、黒、薄茶色、moorit（赤茶色）、mioget（黄色がかった茶色）、暗褐色の11のが挙げられる。
また、模様のパターンにより30に分類され名前がつけられている。katmoget（アナグマ顔）は、腹の部分と鼻と目の周り、そして足が黒く（または濃い色）で、gulmoget（ムフロン）は katomoget の逆、つまり腹と足、鼻と目の周囲が明るい色となっている。yuglet は目の周りがパンダのように黒くなっている。smirslet は鼻面と頭頂部または額の部分が白い。sokket は足が白いもの、または足の毛色が他の部分と違うものを意味する。bielset は首輪をしたような模様があるものである。

### 繁殖
他の原始的な品種と同様、繁殖季節が決まっており、北半球においては10月から11月にかけて妊娠し、翌年の春から夏ごろに出産する。エサの少ない原産地であるシェトランド諸島では羊の分娩率（lambing percentage、群れの中の成熟した雌羊に対し、正常に生まれた子羊の割合）は130%ほどである。しかしより牧草の多い環境では双子が生まれることはよくあることである。シェトランド種のメスは頑健で子をよく産み、乳を十分に出す。健康な子羊はおよそ2-3キログラムで生まれてくる。

### 註釈
1. ↑  『新編 畜産大事典』（養賢堂，1996）や『ヒツジの科学』（朝倉書店，2015）によれば体重はオス85キログラム、メス60キログラムとなっているが、これは英語圏の複数の情報とは大きく食い違っているため、註釈として記す。
2. ↑  せんど。羊毛繊維の太さ。番手（'s、セカント）または直径（μ、SI単位のμmと同義）で表す。
3. ↑  ばんて。1ポンドの羊毛からどれぐらいの長さの糸が紡ぎだせるかを表す値。1ポンドから560ヤード紡ぎだせるものを1番手とする。